# Ekkehard Fasser
Ekkehard Fasser (n. 3 septembrie 1952, Glarus⁠(d), Cantonul Glarus, Elveția – d. 8 aprilie 2021, Zürich, cantonul Zürich, Elveția) a fost un bober elvețian, medaliat olimpic. A participat la două ediții ale Jocurilor Olimpice (1984, 1988) în care a câștigat o medalie de aur.

## Participări
Lista de mai jos prezintă principalele competiții la care a participat Ekkehard Fasser de-a lungul carierei.
- bobsleigh at the 1988 Winter Olympics[*]